# 乙津川
乙津川（おとづがわ）は、大分県大分市東部の大津留で大野川から分派し、大野川の西側を並流して別府湾に注ぐ大野川水系の一級河川である。

## 歴史
大野川水系の河口部は、かつて本流の大野川、支流の乙津川や小中島川が入りくんで流れ、幾多の洪水による水害が繰り返された。このため、大野川と乙津川に挟まれた高田地区では輪中が発達し、集落は堤防で囲まれ、家屋や蔵は地域の石垣の上に建てられて、周りには防水林が設けられた（高田輪中 (大分県)）。
昭和時代になると治水工事が進められ、1962年に大野川の洪水を乙津川に分流する乙津川分流堰が完成したことにより、大野川・乙津川はほぼ現在に近い姿となった。
高度成長期には、乙津川の汚染が進んだために、1976年度から1986年度にかけて、大野川から浄化用水を導入する乙津川浄化事業が行われた。分流地点上流の大野川左岸松岡地区に延長3.1kmの乙津川導水路が建設され、大野川の水が常時導入されて乙津川の水質は改善された。

## 橋梁
（大野川分流点）
- 高田橋
- 中島橋
- 別保橋
- 乙津橋
- JR九州日豊本線鉄橋（乙津川橋梁）
- 海原橋
- 三海橋

（河口）